# SN 2002dw
SN 2002dw – supernowa typu II odkryta 4 lipca 2002 roku w galaktyce UGC 11376. W momencie odkrycia miała maksymalną jasność 18,90m.